# Gorieswerder

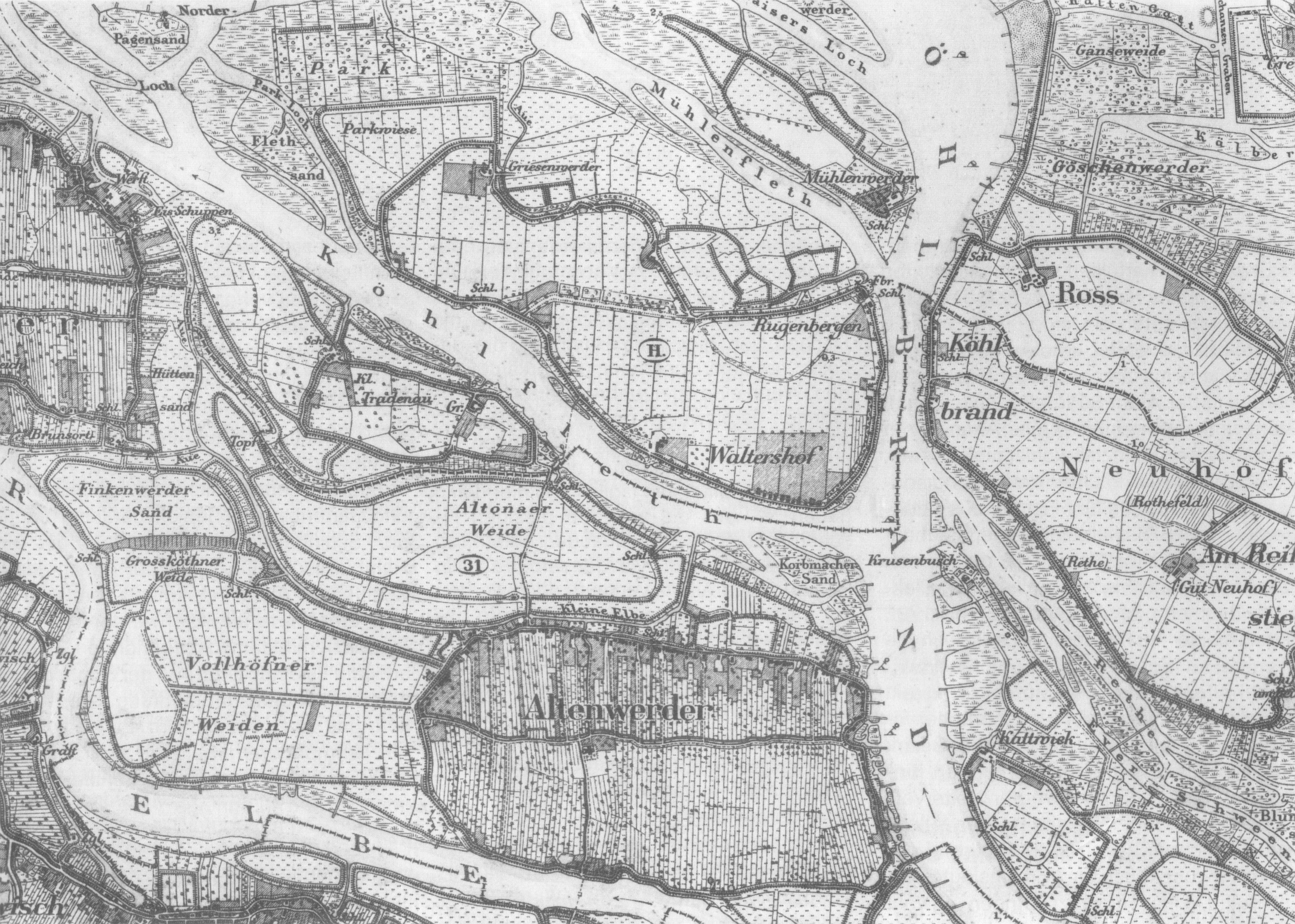
Königlich Preußische Landesaufnahme von 1878

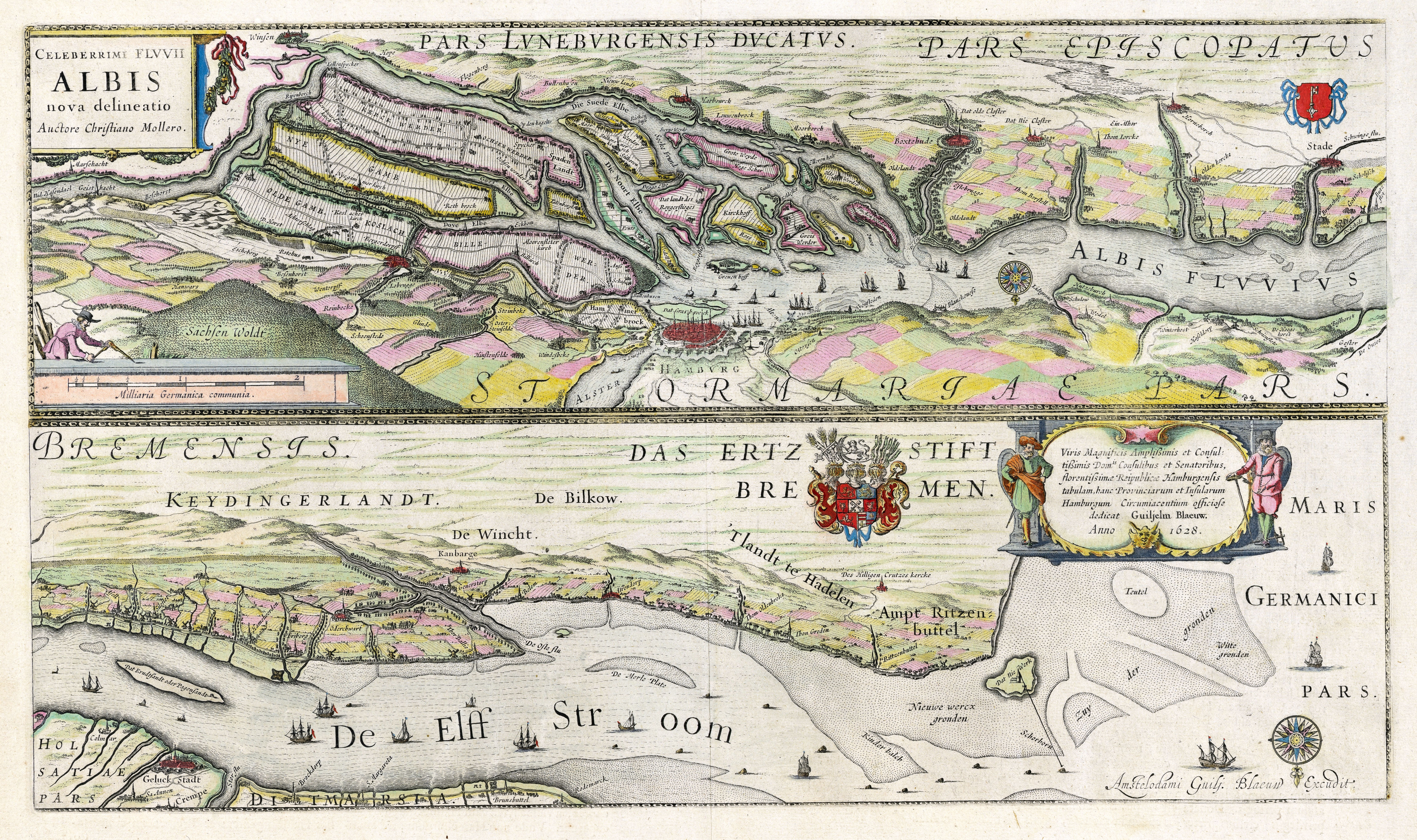
Karte von Blaeuw aus dem Jahr 1628

Der Gorieswerder war eine Flussinsel der Elbe in Hamburg, die durch Sturmfluten in mehrere Inseln zerfiel.
Vor dem Auseinanderbrechen war Gorieswerder bewohnt, eingedeicht und erstreckte sich von Finkenwerder bis Kaltehofe. Im Dezember 1248 trennte die Allerkindleinsflut die ehemaligen Inseln Finkenwerder und Altenwerder vom Gorieswerder ab. Im 14. und 15. Jahrhundert wurden weitere Inseln abgetrennt und der Köhlbrand entstand.
Auf einer Elbkarte aus dem Jahr 1628 und einer Karte von 1878 ist eines der Inselbruchstücke als Greiswerder bzw. Griesenwerder verzeichnet; es verlieh dem ehemaligen Griesenwerder Hafen seinen Namen.